# 村上一家
村上一家（むらかみいっか）は、福岡県大牟田市に本部を置く暴力団。2006年（平成18年）時点で大牟田最大の勢力を持ち、構成員は約200名だった。かつては道仁会に属していたものの、2006年に離脱、同組織との激しい抗争状態に突入し、同様に同組織を離脱した永石組など数団体とともに九州誠道会を発足させた。

## 歴史

### 道仁会時代
かつては大牟田市の独立組織であったものの、二代目のころ1981年（昭和56年）から1983年（昭和58年）にかけて同じく大牟田本拠の馬場一家と数次にわたる抗争事件を起こし、その過程で久留米の道仁会に応戦を求め、道仁会とともに馬場一家を解散に追い込んだ。1983年、道仁会の傘下組織となる。主なシノギ（資金源）は土地転がしであった。また同年から1984年（昭和59年）にかけ、荒尾競馬場（熊本県荒尾市）の利権を巡り、別の暴力団組織と激しく対立して抗争事件に発展、双方の組員ら3人が死亡、警戒中の大牟田警察署員が銃撃されて重傷を負うなど、多数の負傷者も出た。
1990年（平成2年）5月3日、大牟田市古町（市内の繁華街）で二代目村上一家の傘下組織であった森組の組長・森憲一（当時41歳）が射殺される事件が発生した。森は一家内の主導権を巡り、一家の二代目総長・小宮生計（せいけい）と対立関係にあり、事件は小宮派の組員らによる犯行だった。小宮はその後、道仁会の副会長（ナンバー2）として13団体・組員計69人を抱える一家の総長を務めていたが、1993年（平成5年）6月29日には上官町の一家本部で組長らを集め、不始末を責めて拳銃を2、3発発砲して組員らを動揺させていた。1994年（平成6年）1月11日、小宮は大牟田市岩本の自宅で射殺された（49歳没）。犯人はかつて森組に所属していた一家系村上興業の組員で、森射殺事件の報復が動機だった。犯人は同年6月9日、福岡地裁久留米支部（泉博裁判長）から「社会に不安を甘えた責任は重い」として懲役15年（求刑：懲役20年）の判決を言い渡され、確定している。同年時点では約70人の組織として、大牟田・荒尾地区に勢力を有していた。村上興業は小宮射殺事件当時、大牟田市中白川町3丁目に事務所を構えており、事件後の同年4月時点では「村上会」に名称を変更していた。事件後、筑後地区暴力犯罪集中取締本部と大牟田署は村上一家の壊滅を目指して事件の掘り起こしを行い、同年4月7日までに村上一家の16人を逮捕していた。
三代目総長・村上長二郎（村神長二郎）が率いていた2003年（平成15年）12月時点では、道仁会としては最多となる約70人の構成員を抱え、大牟田市上官町2丁目のビルに組事務所を構えていた。2004年（平成16年）9月には傘下組織である「北村組」の組長一家4人（組長の男とその妻・長男・次男）が大牟田4人殺害事件を起こし、2011年に4人全員に言い渡された死刑判決が確定した。北村組は事件前の1996年時点で、三代目村上一家の傘下にあった。
道仁会を離脱することになる2006年5月の時点で、構成員約200人を抱えており、同会内の最大勢力であった。一方で道仁会離脱前から、山口組系の有力団体と深い関係を有しているともされていた。

### 九州誠道会時代
2006年5月、道仁会二代目会長・松尾誠次郎が引退を発表し、松尾組組長・大中義久を三代目会長に指名したことに対して、時の村上一家総長・村神長二郎、永石組組長・永石秀三、鶴丸組組長・鶴丸善治、高柳組組長・高柳弘之が反発し、抗争に突入。同月18日に道仁会を離脱した。6月になると揃って道仁会を脱退し、7月に九州誠道会を結成、村神長二郎が会長に就いた。四代目村上一家総長は傘下浪川会会長・浪川政浩が継承し、九州誠道会の理事長に就任した。
2008年、九州誠道会会長・村神長二郎が引退し、二代目を四代目村上一家総長・浪川政浩が継承。五代目村上一家総長は神闘総業組長・梅木一馬が継承した。

## 歴代総長
- 初代 - 村上浩二
- 二代目 - 小宮生計：二代目道仁会副会長を兼任[10]。1994年1月11日、抗争事件で死亡（49歳没）[10]。
  - 小宮射殺事件後、川口組の組長だった川口岩夫が総長代行を務めた[24]。
- 三代目 - 村上長二郎[3]（村神長二郎）[25]：韓国名・朴植晩[26]。後に九州誠道会会長[26]。
- 四代目 - 浪川政浩（朴政浩）[27]：2008年時点で九州誠道会ナンバー3[28]、2009年時点で会長[29]。小宮射殺事件の際は村上興業の幹部で、実行犯に資金を提供したとして殺人幇助容疑で逮捕されている[11]。
- 五代目 - 梅木一馬：2009年5月時点で、九州誠道会の実質ナンバー2も兼任[30]。